# Невилл, Генри, 5-й граф Уэстморленд
Генри Невилл (англ. Henry Neville; 1524/1525 — 10 февраля 1564) — английский аристократ, 5-й граф Уэстморленд, 8-й барон Невилл из Рэби и 4-й барон Невилл с 1549 года, старший сын Ральфа Невилла, 4-го графа Уэстморленда, и Кэтрин Стаффорд. Ещё при жизни отца он провёл какое-то время в тюрьме из-за долгов по обвинению в подготовке убийства жены и её отца. Уже унаследовав владения и титулы отца он ещё раз ненадолго оказался в тюрьме из-за нового скандала, связанного с попыткой похитить ценности матери.
Хотя после смерти короля Эдуарда VI Генри первоначально согласился с провозглашением королевой Джейн Грей, но вскоре перешёл на сторону Марии Тюдор. За свою верность он позже получил ряд земельных пожалований. Позже его считали одним из возможных претендентов на руку королевы Елизаветы I.

## Происхождение
Генри происходил из старшей ветви аристократического английского рода Невиллов, который был вторым по значимости родом в Северо-Восточной Англии после рода Перси. Он был старшим сыном Ральфа Невилла, 4-го графа Уэстморленда. Мать Генри, Кэтрин Стаффорд, происходила из североанглийского рода Стаффордов и была дочерью Эдварда Стаффорда, 3-го герцога Бекингема, и Элеоноры Перси. Кроме Генри в этом браке родилось ещё 17 детей.

## Биография
Генри родился между 1524 и 1525 годами. В рыцари он был посвящён в 1544 году. В 1549 году умер его отец, после чего Генри унаследовал его владения и титулы, включая титул графа Уэстморленда.
В 1551 году Генри был назначен в комиссию по решению спора по границе между Англией и Шотландией. В 1552 году он стал членом Тайного совета, в том же году он был послом в Шотландию. 7 мая 1552 года Генри стал кавалером ордена Подвязки и был назначен генерал-лейтенантом Дарема.
После смерти короля Эдуарда VI граф Уэстморленд 16 июня 1553 года поставил свою подпись на акте о провозглашении королевой Джейн Грей. Он какое-то время поддерживал герцога Нортумберленда и даже сопровождал его в Кембридж. Однако вскоре он перешёл на сторону принцессы Марии Тюдор. Генри принимал участие в коронации, на которой нёс второй меч и коронационную шапку.
В 1557 году граф Уэстморленд вновь принимал участие в комиссии по мирным переговорам с Шотландией. В том же году он был генералом кавалерии армии Севера, а с 22 января 1558 по 25 декабря 1559 года был генерал-лейтенантом Севера. В 1560 году он упоминается в качестве церковного комиссара.
В феврале 1558 года за заслуги перед королями Генрихом VIII, Эдуардом VI и королевой Марией он получил щедрые пожалования земли в Линкольншире и Йоркшире, а вскоре после вступления на престол 17 ноября 1558 года Елизаветы I о нём даже говорили как о возможном муже для новой королевы.
При этом в карьере Генри возникали и проблемы. В 1536 году он женился на Энн Маннерс, дочери Томаса Маннерса, 1-го графа Ратленда, однако брак, вероятно, был не очень удачным: к октябрю 1546 года Генри Невилл был помещен в Флитскую тюрьму не только за большие игровые долги (чтобы расплатиться, он купил «магическое кольцо, которое позволило бы ему призвать на помощь ангелов»), но и за подготовку убийства жены и её отца. В тюрьме он признал, что несмотря на «добрую и нежную натуру Анны», его собственная «непослушная жизнь и пренебрежение к ней» привели его к подобной ситуации. Только в марте 1547 года отец заплатил его долги и вытащил сына из тюрьмы. В октябре 1552 года Генри вновь оказался замешан в скандале, когда был обвинён в тайном сговоре с целью украсть ценности матери из Мидлэма, но вскоре снова обрел свободу. В это время он уже женился вторично на Джейн Чолмли, дочери йоркширского рыцаря, а после смерти Джейн женился в третий раз на её сестре Маргарет, вдове сэра Генри Гаскойна.
Генри умер в Келведоне в Эссексе 10 февраля 1564 года. Согласно завещанию, датированному 18 августа 1563 года и подтверждённому в Йорке 22 сентября 1564 года, его тело было захоронено в Стайндропе в графстве Дарем рядом с первыми двумя жёнами, где до сих пор сохранились деревянные статуи. Третья жена получила аннуитет в 100 фунтов. Она умерла 2 апреля 1570 года и была похоронена в лондонской церкви Гильдии Святого Дунстана на Западе.
Старший сын Генри умер ещё при жизни отца, поэтому ему наследовал единственный выживший сын, Чарльз. Также известно, что у Генри было 7 дочерей, одна из которых незаконнорождённая.

## Брак и дети
1-я жена: с 3 июля 1536 Энн Маннерс (ум. после 27 июня 1549), дочь Томаса Маннерса, 1-го графа Ратленда, и Элеанор Пэстнон. Дети:
- Ральф Невилл (после 1542 — до 1564)[10][11].
- Элеанор Невилл (ок. 1537 — ?); муж: Уильям Пелем из Броклсби[12].
- Мэри Невилл[12].
- Кэтрин Невилл (1541 — 27 марта 1591); муж: сэр Джон Констебль[англ.] (10 января 1527 — 25 мая 1579), член парламента в 1552, 1555, 1558 и 1563 годах[12].
- Чарльз Невилл (между 18 августа 1542 и 28 августа 1543 — 16 ноября 1601), 6-й граф Уэстморленд, 9-й барон Невилл из Рэби и 5-й барон Невилл в 1564—1571, в 1571 году все владения и титулы были конфискованы за участие в восстании против Елизаветы I[10][11].
- Аделин Невилл (1547 — январь 1591)[12].

2-я жена: после 1549 Джейн Чолмли (ум. до декабря 1558), дочь сэра Роджера Чолмли и Кэтрин Констебль.
3-я жена: ранее 21 июня 1560 Маргарет Чолмли (ум. ок. марта 1570), дочь сэра Роджера Чолмли и Кэтрин Констебль, сестра 2-й жены, вдова сэра Генри Гаскойна (ум. 28 октября 1558).
Также у Генри Невилла была минимум одна незаконнорождённая дочь.